# Euthoracaphis umbellulariae
Euthoracaphis umbellulariae är en insektsart som först beskrevs av Essig 1932.  Euthoracaphis umbellulariae ingår i släktet Euthoracaphis och familjen långrörsbladlöss. Inga underarter finns listade i Catalogue of Life.